# Soldaten (film)
Soldaten (tytuł ang. The Fight) − norweski krótkometrażowy film sensacyjny z 2010 roku, wyreżyserowany przez Erika Solberga. Film napisał kulturysta, model fitness i aktor Daniel Stisen. Jest on też odtwórcą tytułowej roli. Projekt nakręcono w Oslo. Jest odpowiedzią na serię filmu Rambo.

## Fabuła
Sierżant Olsen usiłuje uciec swoim wrogom.

## Recenzje
Według recenzenta współpracującego z serwisem filmweb.pl, Soldaten to "prowizoryczny obraz", stanowiący "przede wszystkim wabik dla potencjalnych producentów". "Szanse, że Soldaten będzie dla kariery Erika Solberga takim tytułem, jakim kuriozalny Houdini: The Untold Story jest dla filmografii Tima Burtona, są niskie. Za kilka lat mógłby jednak stać się zapomnianym debiutem 'nowego Schwarzeneggera', Daniela Stisena" − kontynuował opiniodawca.